# چاک ۸۳/۱۲ل
چاک ۸۳/۱۲ل (به انگلیسی: Chak 83/12L) یک منطقهٔ مسکونی در پاکستان است که در ایالت پنجاب (پاکستان) واقع شده‌است. چاک ۸۳/۱۲ل ۲٬۱۹۷ نفر جمعیت دارد.